# Compreignacit
Compreignacit ist ein sehr selten vorkommendes Uranmineral aus der Mineralklasse der „Oxide und Hydroxide“. Es kristallisiert im orthorhombischen Kristallsystem mit der chemischen Zusammensetzung K2[(UO2)6|O4|(OH)6]·7H2O und sehr kleine, höchstens 0,1 mm große, meist durchscheinende, häufig verzwillingte Kristalle von leuchtend gelber Farbe.

## Etymologie und Geschichte
Compreignacit wurde erstmals 1964 in der Margnac Mine im Département Haute-Vienne, Region Limousin in Frankreich gefunden und nach dem Ort Compreignac, der sich in der Nähe der Mine befindet, benannt.
Das Typmineral befindet sich an der Universität Pierre und Marie Curie in Paris; der Mines ParisTech in Paris, Frankreich, sowie am National Museum of Natural History in Washington, D.C., USA.

## Klassifikation
In der mittlerweile veralteten, aber noch gebräuchlichen 8. Auflage der Mineralsystematik nach Strunz gehörte der Compreignacit zur Mineralklasse der „Oxide und Hydroxide“ und dort zur Abteilung der „Uranyl-Hydroxide und -Hydrate“, wo er zusammen mit Becquerelit, Billietit, Masuyit und Protasit eine eigenständige Gruppe bildet.
Die seit 2001 gültige und von der International Mineralogical Association (IMA) verwendete 9. Auflage der Strunz’schen Mineralsystematik ordnet den Compreignacit ebenfalls in die Klasse der „Oxide und Hydroxide“ und dort in die Abteilung der „Uranyl Hydroxide“ ein. Diese Abteilung ist allerdings weiter unterteilt nach der Anwesenheit weiterer Kationen sowie der Kristallstruktur, so dass das Mineral entsprechend seiner Zusammensetzung und seines Aufbaus in der Unterabteilung „Mit zusätzlichen Kationen (K, Ca, Ba, Pb usw.); mit vorwiegend UO2(O,OH)5 pentagonalen Polyedern“ in der Compreignacitgruppe zusammen mit Agrinierit und Rameauit zu finden ist.
Auch die Systematik der Minerale nach Dana ordnet den Compreignacit in die Klasse der „Oxide und Hydroxide“, dort allerdings in die Abteilung der „Uran- und thoriumhaltigen Oxide“ ein. Hier ist er innerhalb der Unterabteilung der „05.07 Uran- und thoriumhaltige Oxide mit Alkali- oder hydratisierten Hydroxidkomponenten“ in der Becquerelitgruppe zusammen mit Becquerelit und Billietit zu finden.

## Kristallstruktur
Compreignacit kristallisiert im orthorhombischen Kristallsystem in der Raumgruppe Pnmn (Raumgruppen-Nr. 58, Stellung 5) mit den Gitterparametern a = 14.859 Å, b = 7,175 Å, c = 12,187 Å und α = β = γ =  = 90° sowie zwei Formeleinheiten pro Elementarzelle. Die folgenden Abbildungen zeigen den Aufbau der Elementarzelle von Compreignacit:
In der Kristallstruktur sind die Uranyleinheiten von zwei Sauerstoffatomen und drei Hydroxid-Ionen koordiniert, so dass Schichten kantenverknüpfter pentagonal-bipyramidaler Koordinationspolyeder entstehen. Diese Schichten sind topologisch identisch mit α-U3O8, Becquerelit, Billietit, Protasit und Richetit. Verknüpft werden diese Schichten durch Kalium-Ionen. In seiner Kristallstrukturanalyse postuliert Peter Burns, dass die Kalium-Ionen in der Struktur des Compreignacit theoretisch durch den relativ leicht durch Caesium-Ionen ersetzbar wären, da sich die Summen der effektiven Ionen-Radien von Cs+···O2− zu K+···O2− nur um 9 % unterscheiden. Eine experimentelle Überprüfung dieser These steht zu Zeit noch aus, könnte jedoch von Relevanz für Untersuchungen nuklearen Abfalls sein, da radioaktives 137Cs in Compreignacit-Strukturen gebunden werden könnte.
| Kristallstruktur von Compreignacit                                                            |
| --------------------------------------------------------------------------------------------- |
| - in Richtung der kristallographischen a-Achse - in Richtung der kristallographischen b-Achse |
| Farblegende: 0 _ U 0 _ O 0 _ K 0 _ H2O                                                        |

## Eigenschaften
Das Mineral ist durch seinen Urangehalt von bis zu 71,1 Gew.-% sehr stark radioaktiv. Unter Berücksichtigung der Mengenanteile der radioaktiven Elemente in der idealisierten Summenformel sowie der Folgezerfälle der natürlichen Zerfallsreihen wird für das Mineral eine spezifische Aktivität von etwa 127,3 kBq/g angegeben (zum Vergleich: natürliches Kalium 0,0312 kBq/g). Der zitierte Wert kann jedoch je nach Mineralgehalt und Zusammensetzung der Stufen deutlich abweichen; auch sind selektive An- oder Abreicherungen der radioaktiven Zerfallsprodukte möglich und ändern die Aktivität.

## Bildung und Fundorte
Compreignacit findet sich als sehr seltenes Umwandlungsprodukt in der Oxidationszone primärer Uranerzlagerstätten. Das Mineral ist in seiner Typlokalität, der Margnac Mine in Frankreich, mit Uraninit, Cuprosklodowskit, Uranophan, Zeunerit, Schoepit, Brochantit, Connellit und Agardit-(Ce) vergesellschaftet. In der Wheal Edward Mine in Cornwall, England finden sich Paragenesen mit Cuprosklodowskit, Uranophan, Brochantit, Connellit, Calcit, Chalkopyrit, Siderit, Uraninit und Kalifeldspat.
In Deutschland wurde Compreignacit nur in der Grube Krunkelbach bei Menzenschwand und im Tagebau Lichtenberg bei Ronneburg gefunden.
Weitere Fundorte für sind in der Schweiz Finhaut und Les Marécottes sowie Příbram, Horní Slavkov, Jáchymov und Slavkovice in der Tschechischen Republik, die Eureka Mine in Spanien, in der Lombardei und auf Sardinien in Italien sowie in Colorado, New Hampshire und Utah in den USA.

## Vorsichtsmaßnahmen
Auf Grund der starken Radioaktivität des Minerals sollten Mineralproben vom Compreignacit nur in staub- und strahlungsdichten Behältern, vor allem aber niemals in Wohn-, Schlaf- und Arbeitsräumen aufbewahrt werden. Ebenso sollte wegen der hohen Toxizität und Radioaktivität von Uranylverbindungen eine Aufnahme in den Körper (Inkorporation, Ingestion) auf jeden Fall verhindert und zur Sicherheit direkter Körperkontakt vermieden sowie beim Umgang mit dem Mineral Mundschutz und Handschuhe getragen werden.